# Laguna Rodeo
La laguna Rodeo es una pequeña laguna artificial de Bolivia ubicada en el centro del departamento de Cochabamba, a una altitud de 3.485 m s. n. m., tiene unas dimensiones de 600 metros de largo por 370 metros de ancho y una superficie aproximada de 0,17 km². Se encuentra 19 km por carretera a la laguna Corani, un importante centro turístico y pesquero.
- Datos: Q7356750